# 김연준 (교육인)
김연준(金連俊, 1914년 2월 20일 ~ 2008년 1월 7일)은 대한민국의 작곡가·언론인·교육자이다. 본관은 전주(全州), 호는 백남(白南)이다. 종교는 개신교(침례회)이다.

## 생애
1914년 함경북도 명천에서 태어났다. 1939년 연세대학교를 졸업한 뒤 기술보국(技術保國)을 위해 한양대의 전신인 동아공과학원을 설립했다. 1959년부터 1973년까지 15년간 한양대학교 총장을 지냈으며 이후 2007년까지 한양대 학교법인인 한양학원 이사장으로 재직하였다. 2008년 타계하였다.
명천 부상(富商)의 아들로 태어나 여덟 살 때부터 바이올린을 만지면서 자연스럽게 음악을 접하게 됐고, 경성고보(鏡城高普)를 거쳐 연희전문 문과에 입학했다. 음악부의 피아니스트 김영환(金永煥)의 뒤를 이은 현제명(玄濟明)의 지도로 자신의 음악적 재능을 펼칠 수 있었다. 어려서부터 바이올린을 배운 덕분에 연전 오케스트라에서 바이올린과 비올라 파트에서 활동했다. 1936년 제15회 연전추기음악회에서 제2 바이올린으로 출연하였다.
한양대학교 총장과 이사장, 대한체육연맹 회장 등을 역임하였다. 대한일보와 기독교신문을 창간하였으며, 국제인권옹호 한국연맹 회장, 북한인권개선운동본부 총재 등을 역임하였다. 1937년 국내 최초의 바리톤 독주회를 개최한 이래 수 많은 가곡을 작곡하고 24차례의 작곡발표회를 개최하는 등 음악가로서도 많은 활동을 하였다. 저서에 『백남문집』, 『사랑의 실천』, 작곡집에 『김연준 가곡 1,500곡집』, 『성가곡집』 등이 있다. 저서로 《백남문집》과 《사랑의 실천》, 작곡집으로 《김연준 가곡 1,500곡집》과 《성가곡집》 등이 있다.

## 상훈

### 서훈
- 1970년 국민훈장 모란장(2등급)
- 1991년 이탈리아 공화국 공로장 4등급(Ufficiale OMRI)
- 1996년 국민훈장 무궁화장(1등급)
- 1998년 금관문화훈장(1등급)

### 수상
- 1979년 독일 튀빙겐 대학교 개교 500주년 기념 음악대상(작곡부문)[1]
- 1981년 한국사학법인연합회 교육공로 봉황장
- 1984년 미국 하원 공로패[1]
- 2001년 연세대학교 연문인상

### 명예 박사학위
- 1961년 연세대학교 명예 법학박사
- 1972년 캐나다 윈저 대학교 명예 법학박사
- 1973년 미국 서던 일리노이 주립대학교 명예 문학박사
- 1979년 대만 국립 정치 대학 명예 법학박사
- 1982년 미국 센트럴 미시간 대학교 명예 음악학박사
- 1984년 미국 페이스 신학교 명예 신학박사
- 1987년 이스라엘 텔아비브 대학교 명예 철학박사
- 1988년 프랑스 루앙 대학교 명예 음악학박사
- 1990년 일본 도카이 대학 명예 법학박사
- 1991년 미국 오리건 공과대학 명예 이학박사

## 같이 보기
- 한양대학교
- 한양여자대학교

## 참고 자료
- 「한국 작곡가 사전」, 김연준(金連俊), 한국예술종합학교한국예술연구소 저, 시공사(1999년, 114~115p)